# Alan H. Fishman
Pour les articles homonymes, voir Fishman.
Alan H. Fishman (né le 16 mars 1946) était l'ancien PDG de Washington Mutual, la plus grande banque de dépôt de l’histoire américaine jusqu'à sa faillite. Il est connu pour avoir occupé ce poste pendant 18 jours, soit pour un salaire journalier moyen de 758 000 $.
Selon la firme Reda & associates, son salaire pourrait (incluant salaire et stocks options), culminer à 19,1 millions de dollars.